# Secretariaat van het Centraal Comité van de Poolse Verenigde Arbeiderspartij

Logo van de PZPR

Het Secretariaat van het Centraal Comité van de Poolse Verenigde Arbeiderspartij (Pools: Sekretariat Komitetu Centralnego Polskiej Zjednoczonej Partii Robotniczej, Sekretariat KC PZPR) was het hoogste administratieve orgaan van de PZPR en werd gekozen door leden van het Centraal Comite. De leden van het Secretariaat (secretarissen) gaven leiding aan de departementen en commissies van het Centraal Comité. Een aantal van de secretarissen had ook zitting in het Politbureau, het werkelijke machtsorgaan van de PZPR. De voorzitter van het Secretariaat droeg de titel "eerste secretaris" en was de partijleider. 
De voornaamste taak van het Secretariaat was het coördineren en implementeren van door de partij genomen besluiten. Het Secretariaat kende een kanselarij (geleid door een directeur en adjunct-directeuren) dat gold als uitvoerende comité.

## Samenstelling 1986-1990
In de periode 1986-1990 telde het Secretariaat 9 leden waarvan er 6 ook zitting hadden in het Politbureau.
- Władysław Baka
- Stanisław Ciosek
- Zygmunt Czarzasty
- Józef Czyrek
- Bogusław Kołodziejczak
- Zbigniew Michalek
- Leszek Miller
- Marian Orzechowski
- Marian Stępień